# Kilians
Die Kilians (bis 2007: The Kilians) waren eine deutsche Indie-Rock-Band aus Dinslaken.

## Bandgeschichte
Die Kilians entstanden aus einem losen Verbund von musikbegeisterten Schülern in Dinslaken und nannte sich zunächst „The Rivets“. Unter diesem Namen entstand im Herbst 2005 auch eine erste Demoaufnahme. Zu dieser Zeit festigte sich das Line-Up und die Band nahm als „The Kilians“ ihre erste EP gleichen Namens auf. Anfang 2006 platzierte sich der Song Jealous Lover in den Campuscharts und stieg bis auf Rang 3.
Die Band erregte die Aufmerksamkeit ihres späteren Managers Thees Uhlmann, der sie einlud, 2006 auf der Frühjahrs-Tour seiner Band Tomte an sieben Abenden als Vorband zu spielen. Im Rahmen dieser Tour verkaufte die
Band 700 Exemplare ihrer ersten EP.
Im August 2006 tourte die Band in einem vom Getränkehersteller Red Bull gesponserten Bus durch Deutschland und spielte kleinere Auftritte auf den Campingplätzen von Musikfestivals. Am 17. April 2007 erschien beim Major-Label Vertigo Berlin (Universal) mit Fight the Start die erste offizielle EP der Gruppe, die im Zuge dieser Veröffentlichung auf den Artikel „The“ im Bandnamen verzichtete und fortan nur noch als „Kilians“ auftrat.
Im Sommer 2007 tourte die Band durch Deutschland und spielte unter anderem bei Rock am Ring und Rock im Park.
Das Debütalbum Kill the Kilians erschien am 7. September und stieg auf Platz 75 in die deutschen Charts ein. Im gleichen Jahr waren die Kilians für die 1Live Krone in der Kategorie „Bester Newcomer“ nominiert und belegten den zweiten Platz.
Im Dezember 2007 begleiteten die Kilians Björn Dixgård (Mando Diao) auf seiner Solotour durch Deutschland und waren Vorband bei drei Deutschlandkonzerten der Babyshambles im Januar und Februar 2008. Anfang 2009 begleiteten sie diese Band erneut auf Deutschlandtour.
Das zweite Album They Are Calling Your Name erschien am 10. April 2009, die Vorabsingle Said & Done wurde am 3. April 2009 veröffentlicht und konnte sich in den deutschen Single-Charts platzieren.
Ab dem 25. August 2009 begleiteten die Kilians Coldplay auf deren Tour durch Deutschland, beginnend in Hannover, für drei Konzerte (Hannover, Düsseldorf und München).
Im März 2010 waren die Kilians zu Gast auf dem Festival SXSW im US-amerikanischen Austin, anschließend tourte Sänger Simon den Hartog im April solo als Support für die australische Band An Horse. Die übrigen Bandmitglieder widmeten sich zumeist ihrem Studium. Im August 2012 erscheint das dritte Album der Band, das den Namen Lines You Should Not Cross trägt. Das Album erscheint erstmals auf Grand Hotel van Cleef.
2012 sampelt der Pop-Rapper Cro Fight the Start der Kilians für den Song Einmal um die Welt. Dieser wird auf iTunes und Amazon der meistgeladene Track des Albums Raop.
Am 1. August 2013 gab die Plattenfirma Grand Hotel van Cleef über Facebook und auf ihrer Website bekannt, dass sich die Kilians nach einer Abschiedstournee im Dezember 2013 auflösen werden.
Am 2. März 2017 gab die Plattenfirma der Band über Facebook bekannt, dass die Band anlässlich des 10-jährigen Jubiläums ihres Debütalbums Kill the Kilians im Juni 2017 in Originalbesetzung auf eine kleine Tour mit sechs Terminen gehen wird.

## Diskografie

### Alben
- 2007: Kill the Kilians (Vertigo Berlin/Universal)
- 2009: They Are Calling Your Name (Vertigo Berlin/Universal)
- 2012: Lines You Should Not Cross (Grand Hotel van Cleef)

### Singles / EPs
- 2005: The Kilians (Selbstverlag)
- 2007: Fight the Start
- 2007: Enforce Yourself
- 2007: When Will I Ever Get Home
- 2008: Sunday
- 2009: Said & Done
- 2009: Hometown
- 2012: Dirty Love